# Дітріх фон Грюнінген
Дітріх фон Ґрюнінген (нім. Dietrich von Grüningen, 1210 —3 вересня 1259) — 2-й  магістр Лівонського ордену в 1242—1246 роках. Значний діяч Тевтонського ордену.

## Біографія
Походив зі шляхетської родини з Вайсензе, представники якої були міністеріалами династії Людовингів, ландграфів Тюринзьких. Народився 1210 року в замку Ґрюнінген (частина теперішнього міста Гройсен). У 1234 року в Марбурзі став лицарем Ордену мечоносців разом з 9 іншими лицарями. Можливо, це була покаяння, накладене на них за повне знищення міста Фріцлар і осквернення місцевої церкви 1232 року.
У 1237 році після прийняття рішення про об'єднання рештки Ордену мечоносців з Тевтонським орденом претендував на посаду ландмейстера Лівонського, проте через молодий вікотримав відмову. Втім вже у 1238 році Герман фон Балк призначає Дітріх фон Ґрюнінген тимчасовим очільником Лівонського ордену.
Виявив активність у війнах проти куршів, Псковської та Новгородської республік. 1240 року завдав вождям куршам важкої поразки, які знову змушені були підкоритися Лівонському ордену та сприяти християнізації. За наказом фон Ґрюнінгена було зведено замки Голдінген (на місці городища Кулдига) та Амботен.
Того ж року війська Орден за начаком тимчасового ландмейстера підкорили плем'я водь. 1241 року зуміли зайняти Псков і Ізборськ. Втім Дітріх фон Ґрюнінген не брав участь в цьому поході, оскільки в цей час перебував у Венеції. Участь у справах Тевтонського ордену призвело до того, що 1241 року замість фон Ґрюнінгена тимчасовим очільником Лівонського ордену став Андреас фон Фельфен.
Після поразки Ордену у битві на Чудському озері 1242 року Дітріх фон Ґрюнінген призначається повноправним магістром. Невдовзі здійснив новий похід проти куршів, захопивши усю їх область. Домігся від папи римського Інокентія IV передачі Ордену 2/3 захоплених земель. У 1244 року прибув до Курляндії з метою зміцнення присутності Ордену в цих володіннях.
1246 року призначається ландмейстером Тевтонського ордену в Пруссії. Того ж року спільно з військами Любека здійснив похід до Самбії.
1254 року отримав посаду ландмейстера Тевтонського ордену в Німеччині при збереження Прусського ландмейстерства. Тому часто призначав віцеландмейстерів Пруссії. 1254 року очолив посольство Тевтонського ордену до папи римського. Домігся надання наказів Кульмьскому, Помезанському і Курляндському єпископам сприяти діям Ордену з християнізації балтських племен. Того ж року уклав угоду з ризьким архієпископом Альбрехтом II Зуербером щодо розподілу земель в Лівонії між архієпископством і Лівонським орденом.
1255 року брав участь у поході богемського короля Оттокара II проти східних пруссів — самбів. 1256 року залишив посаду ландмейстера Тевтонського ордену в Німеччині, але весь час перебував у Німеччині. Того ж року у Франкфурті-на-Майні вів перемовини з великим магістром Тевтонського ордену Анно фон Зангергаузеном і єпископом самбійським Генріхом фон Штейттбергом щодо розбудови підкореної Самбії. Помер 1259 року.